# Hares
Hares (estniska Harilaid) är en obebodd holme mellan Dagö och Ormsö i Estland. Ett äldre namn på holmen är Gräsö (ej att förväxla med Gräsören i Viimsi kommun). 